# (4250) Péroun
(4250) Péroun, internationalement (4250) Perun, est un astéroïde de la ceinture principale.

## Description
(4250) Péroun est un astéroïde de la ceinture principale. Il fut découvert le 20 octobre 1984 à l'Observatoire Kleť par Zdeňka Vávrová. Il présente une orbite caractérisée par un demi-grand axe de 3,17 UA, une excentricité de 0,12 et une inclinaison de 2,5° par rapport à l'écliptique.
Il est nommé d'après Péroun, le dieu slave de l'orage, du tonnerre, ainsi que des guerriers.

## Compléments